# 巴苏德布普尔
巴苏德布普尔（Basudebpur），是印度奥里萨邦Bhadrak县的一个城镇。总人口29998（2001年）。

## 人口
该地2001年总人口29998人，其中男性15507人，女性14491人；0—6岁人口4190人，其中男2223人，女1967人；识字率60.05%，其中男性为69.27%，女性为50.19%。